# Tučapy (okres Vyškov)
Obec Tučapy se nachází v okrese Vyškov v Jihomoravském kraji. Žije zde 624 obyvatel.

## Název
Na vesnici bylo přeneseno původní pojmenování jejích obyvatel Tučapi ("kteří tu čapí, tj. se zde usídlili", odvozeno od čapit - "přidřepnout"). Šlo o pojmenování pro nově přišlé osadníky. V některých zápisech ze 17. a 18. století a v místním nářečí se objevovalo i německé Boden a odpovídající české Půda (které se v této podobě užívalo i v němčině).

## Historie
První písemná zmínka o obci pochází z roku 1358.

## Současnost
V obci působí sbor dobrovolných hasičů. V roce 2017 jim obec nechala (především z dotace Jihomoravského kraje ve výši 689 tisíc korun) opravit zbrojnici. Šlo o opravu střechy, zateplení a vylepšení interiéru.

## Obyvatelstvo

### Struktura
V obci k počátku roku 2016 žilo celkem 552  obyvatel. Z nich bylo 287  mužů a 265 žen. Průměrný věk obyvatel obce dosahoval 42,6% let. Dle Sčítání lidu, domů a bytů provedeném v roce 2011, kdy v obci žilo 523  lidí. Nejvíce z nich bylo (18,4%) obyvatel ve věku od 30 do 39  let. Děti do 14 let věku tvořily 12,6% obyvatel a senioři nad 70 let úhrnem 8,6%. Z celkem 457  občanů obce starších 15 let mělo vzdělání 43,5% střední vč. vyučení (bez maturity). Počet vysokoškoláků dosahoval 6,6% a bez vzdělání bylo naopak 0,2% obyvatel. Z cenzu dále vyplývá, že ve městě žilo 253 ekonomicky aktivních občanů. Celkem 88,5% z nich se řadilo mezi zaměstnané, z nichž 66,4% patřilo mezi zaměstnance, 3,6% k zaměstnavatelům a zbytek pracoval na vlastní účet. Oproti tomu celých 45,5% občanů nebylo ekonomicky aktivní (to jsou například nepracující důchodci či žáci, studenti nebo učni) a zbytek svou ekonomickou aktivitu uvést nechtěl. Úhrnem 251 obyvatel obce (což je 48%), se hlásilo k české národnosti. Dále 91 obyvatel bylo Moravanů a 5 Slováků. Celých 275 obyvatel obce však svou národnost neuvedlo.
Vývoj počtu obyvatel za celou obec i za jeho jednotlivé části uvádí tabulka níže, ve které se zobrazuje i příslušnost jednotlivých částí k obci či následné odtržení.
| Místní části   | Místní části | 1791 | 1834 | 1869 | 1880 | 1890 | 1900 | 1910 | 1921 | 1930 | 1950 | 1961 | 1970 | 1980 | 1991 | 2001 | 2011 |
| -------------- | ------------ | ---- | ---- | ---- | ---- | ---- | ---- | ---- | ---- | ---- | ---- | ---- | ---- | ---- | ---- | ---- | ---- |
| Počet obyvatel | část Tučapy  | 460  | 530  | 655  | 615  | 648  | 662  | 661  | 749  | 789  | 697  | 700  | 643  | 618  | 523  | 484  | 523  |
| Počet domů     | část Tučapy  | 78   | 97   | 111  | 114  | 123  | 130  | 137  | 143  | 169  | 188  | 186  | 179  | 178  | 197  | 200  | 202  |

## Doprava
Obcí prochází silnice II/430 vedoucí z Brna do Vyškova (v úseku Rousínov - Vyškov), která tvoří doprovodnou komunikaci k dálnici D1. Obcí dále prochází silnice III/37929 Tučapy – Nemojany. Pouze okrajovou částí katastrálního území obce prochází silnice III/37926 Nemojany – Habrovany a úsek dálnice D1.
V obci se nachází dvě autobusové zastávky (Tučapy rozcestí, Tučapy obecní úřad). Obsluhu zastávky Tučapy rozcestí zajištují linky 107, 730, 621, 631 a zastávku Tučapy obecní úřad obsluhuje místní linka 730.

## Pamětihodnosti
- Zvonice
- Kříž před zvonicí

## Galerie

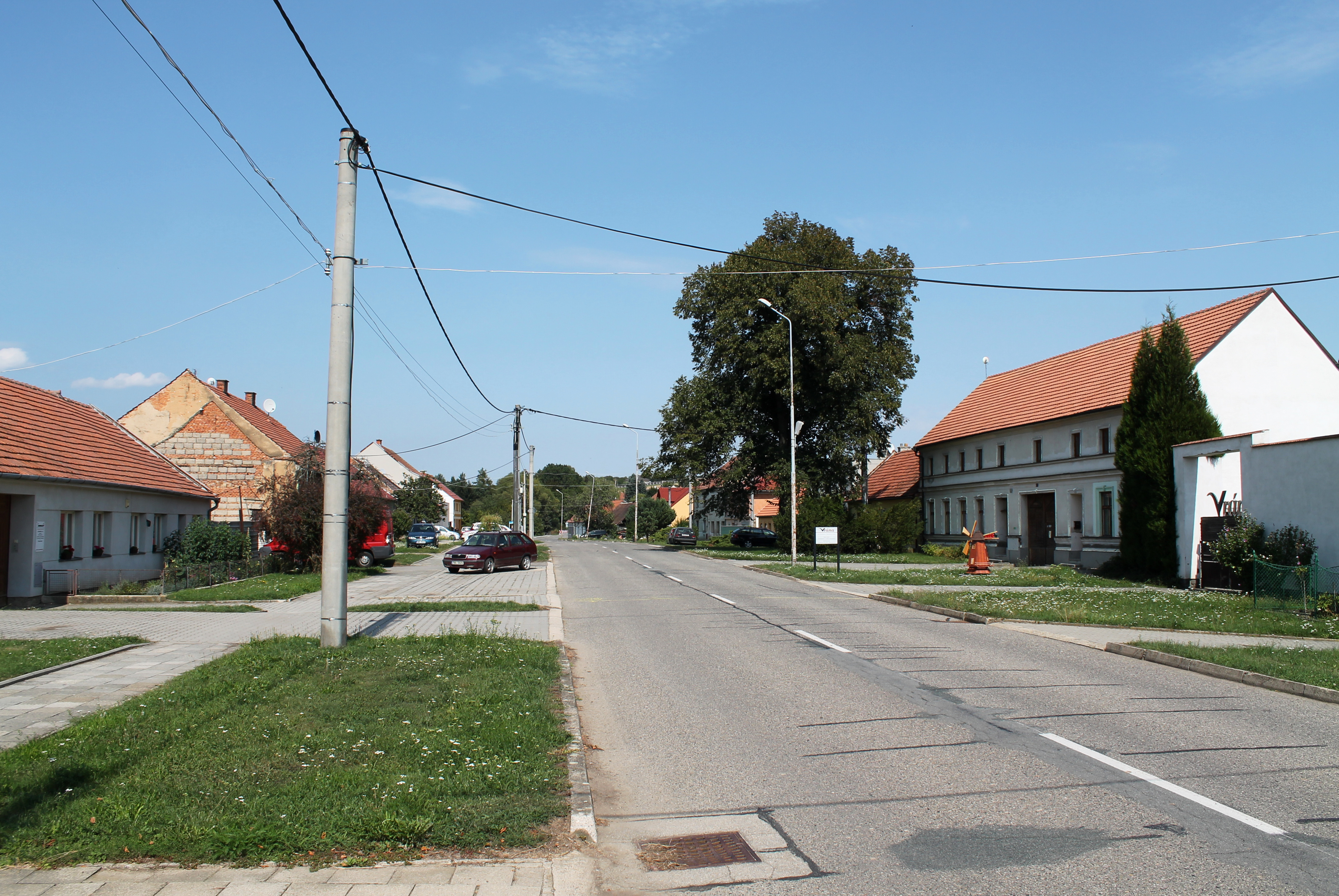
Náves
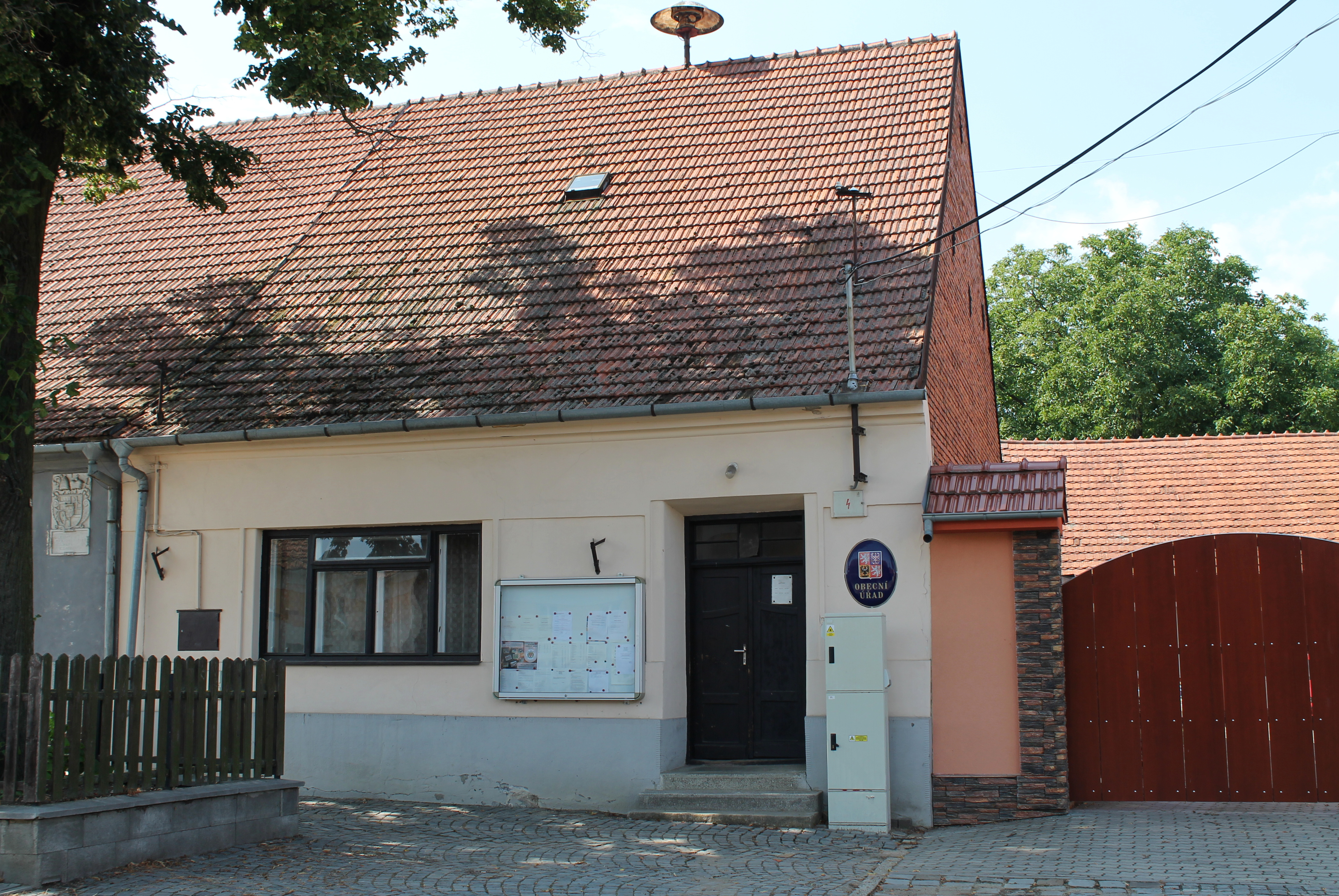
Obecní úřad
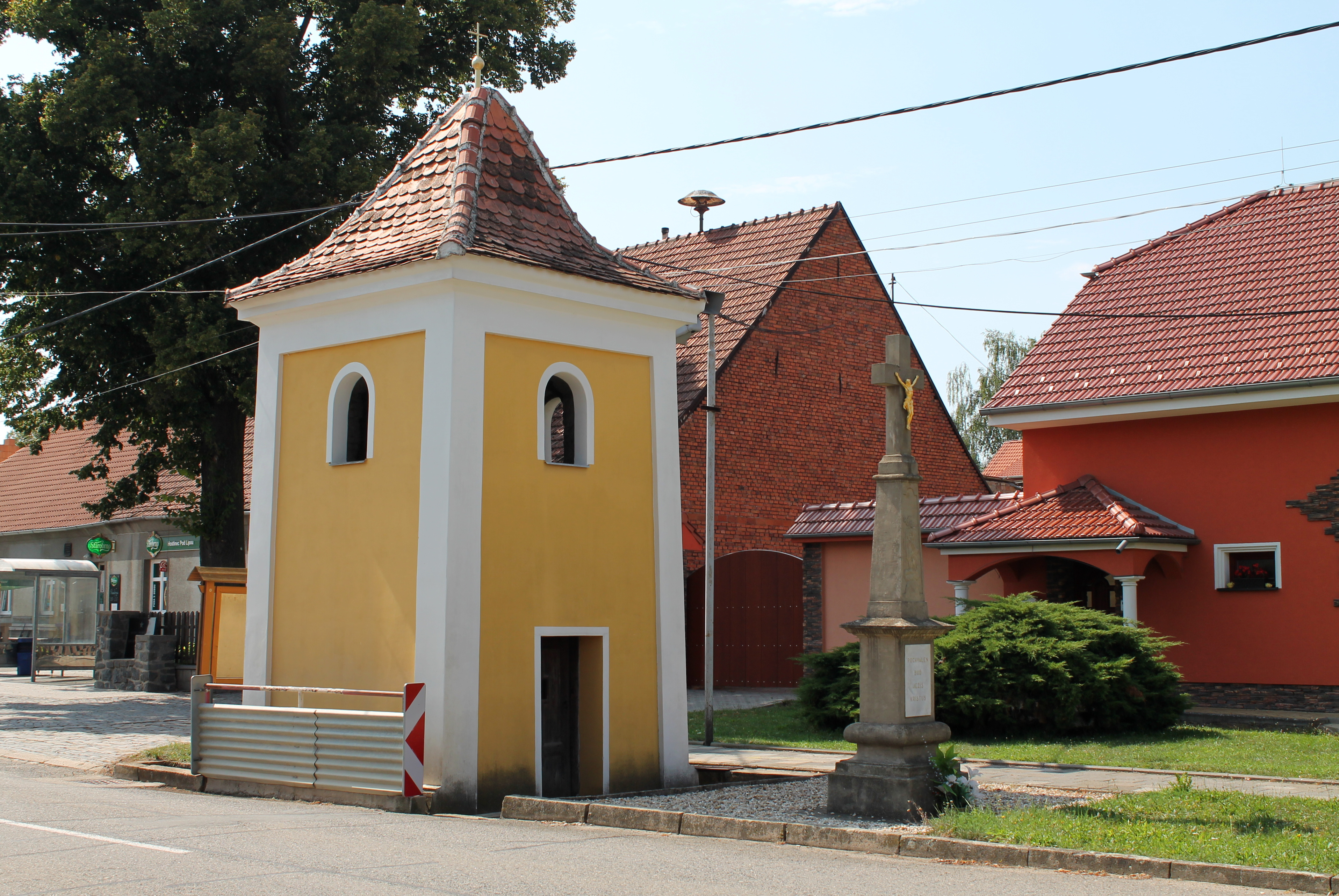
Zvonice s křížem
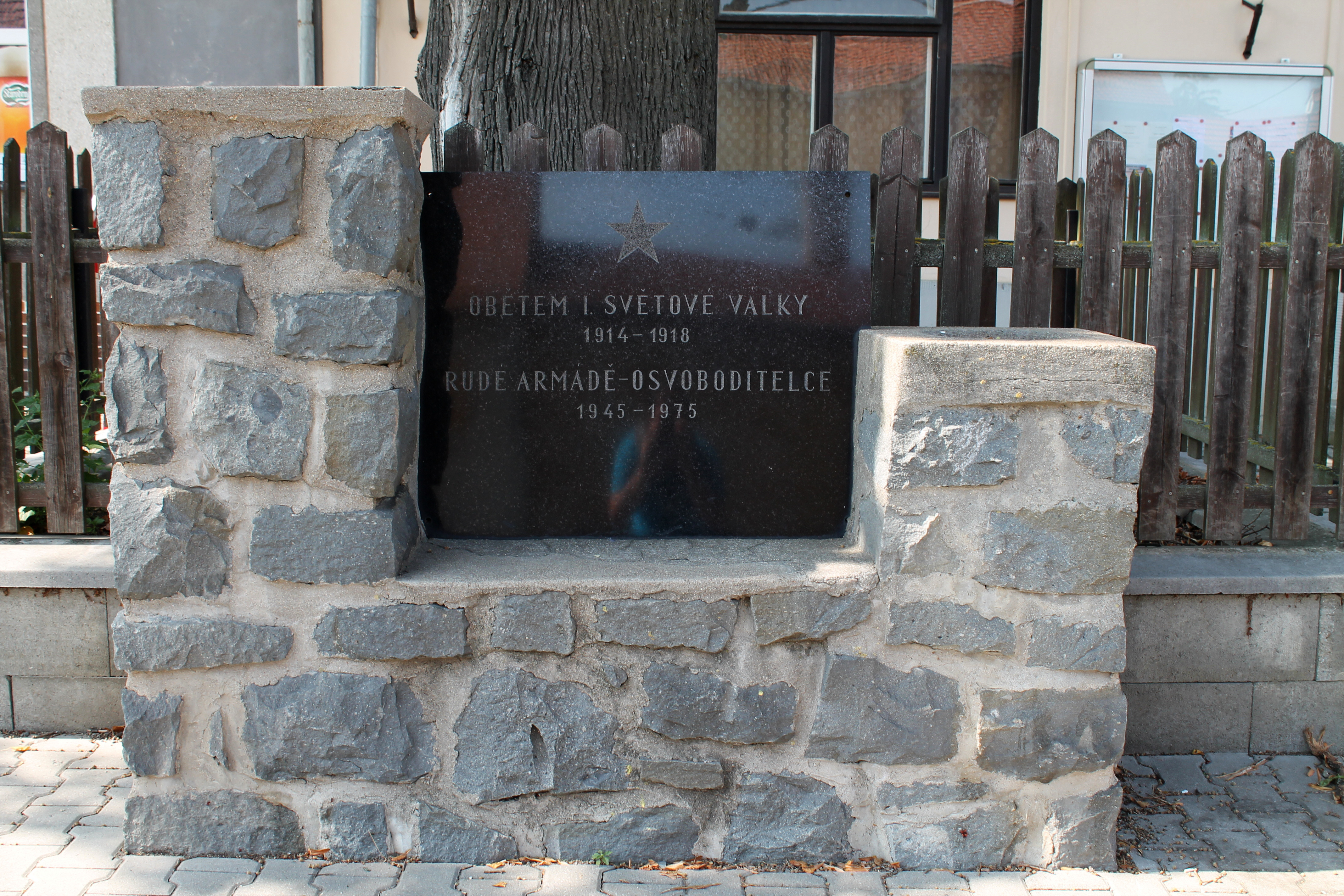
Pomník padlým
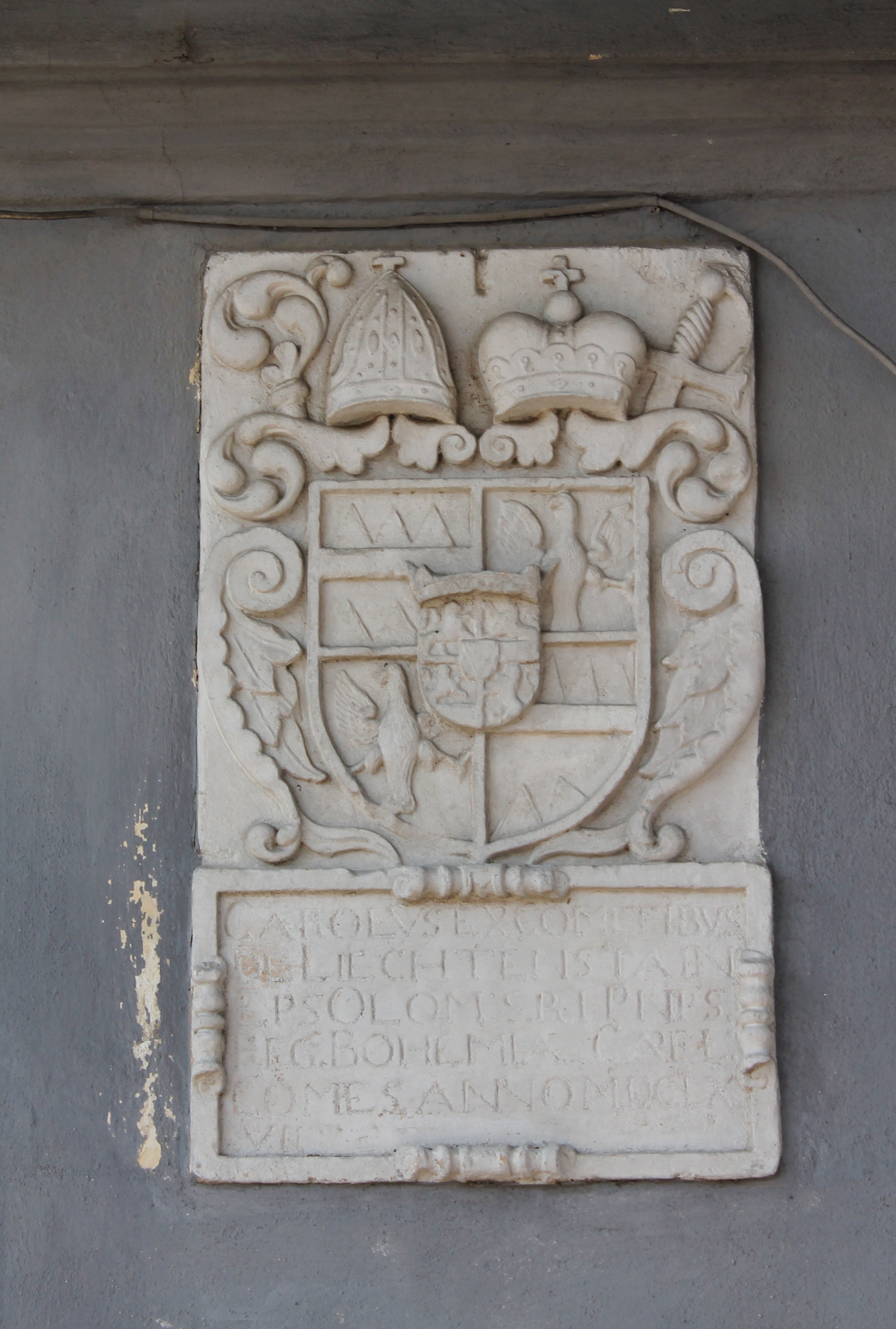
Historická deska na hostinci